# Kraken (Infanterieeinheit)
Die Infanterieeinheit „Kraken“ (ukrainisch Спецпідрозділ «Кракен» Spezpidrosdil „Kraken“) ist eine selbständige Aufklärungs- und Kommandoeinheit der Hauptdirektion für Geheimdienste des Verteidigungsministeriums der Ukraine.

## Geschichte
Die Einheit wurde am 24. Februar 2022 – dem ersten Tag des russischen Überfalls auf die Ukraine – in Charkiw mit demobilisierten Veteranen des Asow-Regiments und Freiwilligen gebildet. Daher tragen einige der Kämpfer neben den Kraken-Symbolen auch die des Asow-Regiments und bekennen sich wie diese zum ukrainischen Nationalismus, dessen Hauptaufgabe es sei, die Bewohner vor den Angreifern zu schützen.
Die Einheit benannte sich nach dem mythologischen Fabeltier des Riesenkraken, da dieser den Feinden den Tod bringe, und gehörte schnell zu den bekanntesten Militäreinheiten der Ukraine, da sie erste Geländegewinne in den besetzten Gebieten im Rajon Charkiw erzielen konnte. Ihr Kommandant Kostjantyn W. Nemitschew war Mitglied und Bürgermeisterkandidat der nationalistischen Nationalkorps-Partei, die von gewaltbereiten Fußballfans und Mitgliedern der Organisation Patriot der Ukraine dominiert wird. Laut Eigenaussage gibt es in den Reihen rechtsextreme Kämpfer, diese seien aber nur ein kleiner Teil. Anfang Juni 2022 wurde die Truppenstärke auf 1800 geschätzt. Die fehlende militärische Ausbildung zahlreicher Mitglieder zeigte sich besonders in der Frühphase des Krieges.
In den ersten Monaten der Kämpfe des Jahres 2022 waren Kraken-Einheiten an der Befreiung der Dörfer nördlich von Charkiw, darunter Ruska Losowa und Pytomnyk, sowie an der Zurückdrängung der Invasoren bis zur russischen Grenze beteiligt. Seit Mai 2022 befinden sich mit Nemitschew und Welitschko zwei Mitglieder der Einheit auf der „Liste der zehn meistgesuchten Verbrecher Russlands“ und für Hinweise, die zu ihrer Ergreifung führen, wurde durch das russische Innenministerium jeweils eine Million Rubel Belohnung versprochen (Stand: August 2022). Die dabei von russischer Seite unterstellten Kriegsverbrechen wurden von den Beschuldigten dementiert.
Im September 2022 führten Kraken-Einheiten unter anderem Operationen im Rahmen der Befreiung von Balaklija und Kupjansk durch, wobei ihnen teilweise eine tragende Rolle zugesprochen wurde. Zudem kämpften sie im Umfeld von Isjum.
Im Oktober 2022 war die Einheit unter anderem an der Befreiung von Podoly bei Kupjansk beteiligt. Im Dezember 2022 stießen Kraken-Einheiten zusammen mit dem ukrainischen Militär von Kupjansk aus gen Südosten vor und verkündeten unter anderem Mitte des Monats die Befreiung von Kotljariwka und Kysliwka im Rajon Kupjansk sowie Ende des Monats die von Nowoseliwske im Rajon Swatowe.
Laut geleakten Dokumenten US-amerikanischer Geheimdienste (siehe Enthüllung von Geheimdokumenten des Pentagon 2023) ordnete Kyrylo Budanow (Direktor der HUR, Hauptdirektion für Geheimdienste) Ende Februar 2023 den Einsatz der Kraken in der Schlacht um Bachmut an, um die drohende Einkesselung der Stadt durch russische Truppen zu verhindern.

## Nichtmilitärische Aktionen
In Charkiw beseitigten Mitglieder der Kraken-Einheit im April 2022 das Denkmal für Georgi Konstantinowitsch Schukow, da dieser ehemalige Verteidigungsminister der Sowjetunion ein Vorbild des russischen Präsidenten Wladimir Wladimirowitsch Putin sei.